# Xylophanes mexicana
Xylophanes mexicana är en fjärilsart som beskrevs av Nicolas Grigorevich Erschoff 1877. Xylophanes mexicana ingår i släktet Xylophanes och familjen svärmare. Inga underarter finns listade i Catalogue of Life.